# AGM–114 Hellfire
Az AGM–114 Hellfire lézeres félaktív önirányítású páncéltörő rakéta, amelyet az Egyesült Államokban fejlesztettek ki az 1980-as években, elsősorban az AH–64 Apache harci helikopter részére. Továbbfejlesztésével hozták létre a Brimstone levegő-föld rakétát.